# Stina Swartling
Stina (Kristina Lovisa) Swartling, född von Hofsten 28 juni 1858 på Valåsens herrgård i Karlskoga socken, död 26 november 1929 i Köpings socken, var en svensk skribent.

## Biografi
Stina Swartling var en skribent i tidningar riktade åt trädgårdsodlare från slutet av 1800-talet och under flera decennier framåt. Från 1899 drev hon en trädgårdsskola i Närke, som beskrivs som Sveriges första kvinnliga trädgårdsskola. Första året låg den på Riseberga gård, men flyttades året efter till Espenäs gård vid Hjälmaren.
| ”                      | Trädgårdsarbete för kvinnor är intet nytt. Det nya är, att kvinnorna få undervisning häri. Sedan skolor för utbildande af kvinliga trädgårdsodlare öppnats, först i England, sedan i Tyskland, Finland och Danmark, hafva vi här i Sverige följt exemplet och dylika skolor hafva även hos oss ordnats. Då denna sak var ny, fick man ofta höra det omtalas med uttryck som: ”nya påhitt”, ”att kvinnor trängde sig in på männens arbetsfält” o dyl. Man kunde inte nog uttrycka sin ovilja öfver, att kvinnor skulle arbeta i trädgården. | „ |
| – Stina Swartling 1909 | |   |

Stina Swartling är begravd på Södra begravningsplatsen i Norrköping.